# Nederlands Kunsthistorisch Jaarboek
Het Nederlands Kunsthistorisch Jaarboek (NKJ), (internationaal: Netherlands Yearbook for History of Art), is een Nederlands wetenschappelijk jaarboek dat in 1947 werd opgericht door Jan Gerrit van Gelder. Het was een voortzetting van het voormalige Oudheidkundig Jaarboek dat in 1921 was opgericht door de Nederlandse Oudheidkundige Bond. 
Het jaarboek is een 'peer-reviewed' tijdschrift dat een internationale reputatie (A-status/Int-1) heeft opgebouwd met artikelen die de veelheid en diversiteit van benaderingen weerspiegelen van de studie van kunst en cultuur van de Lage Landen. Het NKJ wil de traditionele kunsthistorische wetenschap bevorderen en het veld openstellen voor vernieuwende, interdisciplinaire ontwikkelingen. Het jaarboek werd eerst uitgegeven door Bert Bakker, later door Fibula-Van Dishoeck, Waanders en vanaf 2013 door Koninklijke Brill NV (sinds 2024 De Gruyter Brill). Het is opgenomen in de Arts & Humanities Citation Index (Web of Science).
Aanvankelijk volgden de delen de oudheidkundige interesses van de redacteurs. Nummer 5  (1954) werd bijvoorbeeld vooral met klassiek-archeologische onderwerpen gevuld. Sinds nummer 25 (1975) is elk deel is gewijd aan een specifiek thema. Monografische bundels verschenen onder meer over het Rijksmuseum, Lodewijk Napoleon, Rogier van der Weyden, Hendrik Goltzius, Pieter Aertsen, Bruegel, Rubens en Berlage en bredere cultuurhistorische studies zoals de verbeelding van het exotische, lichaam en lichamelijkheid, kunst en natuurwetenschap en hofceremonies. Het lustrumnummer 70 (2020) was gewijd aan Ars Amicitiae (de kunst van vriendschap).
De bijdragen zijn veelal afkomstig van internationaal gerenommeerde wetenschappers (zoals Erwin Panofsky, Katharine Fremantle en Arthur K. Wheelock), maar het jaarboek biedt ook een platform aan beginnende onderzoekers (zoals promovendi). Hoewel de artikelen meestal in het Engels zijn, wil het NKJ internationale uitwisseling stimuleren: er worden ook bijdragen in het Nederlands, Frans of Duits gepubliceerd, vergezeld van een Engelse samenvatting.
(Gast)redacteuren van het NKJ waren afkomstig uit Nederland, Duitsland, Groot-Brittannië, Tsjechië, Zwitserland, Denemarken, de Verenigde Staten en Aruba. Bekende redacteuren zijn Helen van den Berg-Noë, Alexander Willem Byvanck, Jan Emmens, Willemijn Fock, Horst Gerson, Sturla Gudlaugsson, William Heckscher, Victorine Hefting, Eddy de Jongh, Simon Levie, Theodoor Lunsingh Scheurleer, Adi Martis, Henk van Os, Emil Reznicek, Frits Scholten, Henk Schulte Nordholt, Gary Schwartz, Evert van Uitert, Ilja Veldman, Joanna Woodall en Annie Zadoks-Josephus Jitta.